# Hôtel de Ville juif
L'Hôtel de Ville juif (tchèque : Židovská radnice) situé à Josefov, l'ancien Ghetto juif de la Vieille Ville de Prague, a été construit à côté de la Synagogue vieille-nouvelle en 1586, en style Renaissance, sous le parrainage du Maire Mordechai Maisel. Il a acquis sa façade Rococo au XVIIIe siècle. 

## Description
Le bâtiment était le principal lieu de réunion de la communauté juive locale, mais est actuellement fermé au public. Il est peut-être davantage connu pour ses deux horloges, celle du dessus sur la tour marquée en chiffres romains, l'autre plus en bas, en chiffres hébraïques, qui sont les mêmes que les lettres dans l'alphabet hébreu. Les chiffres hébraïques commencent avec aleph et continuent dans le sens antihoraire autour du cadran.

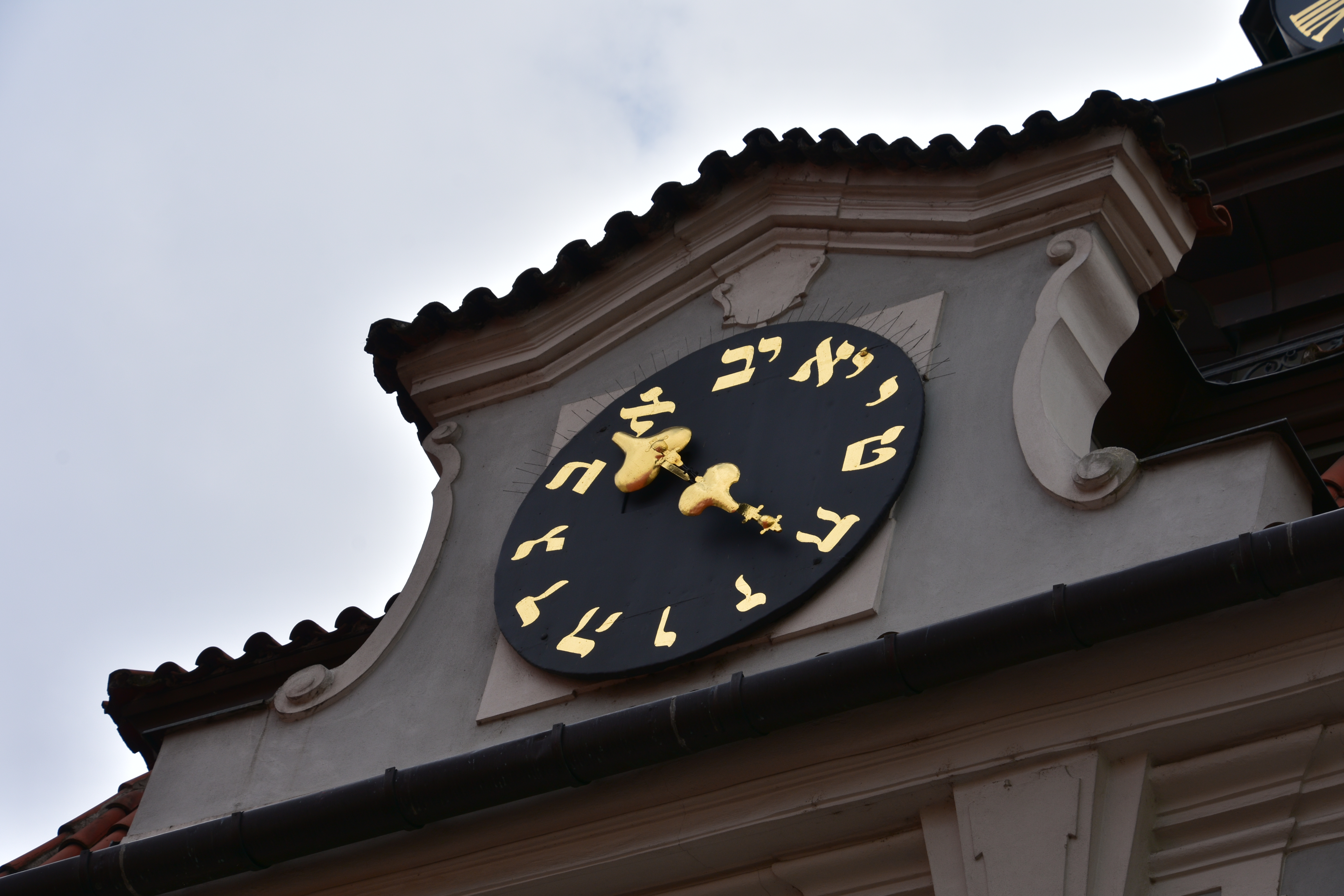
Horloge avec numéros hébraïques
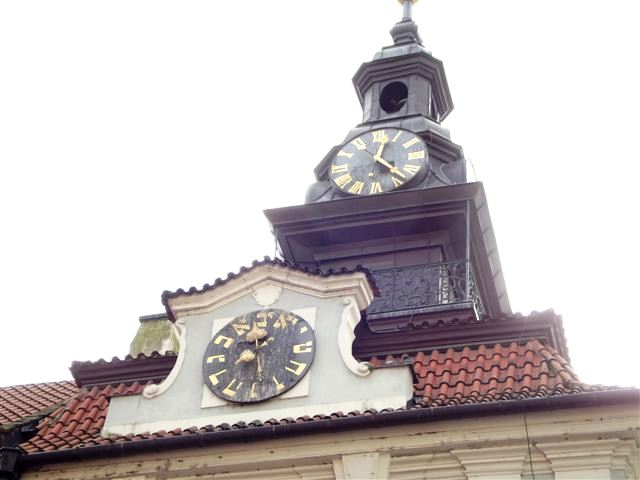
Les deux horloges
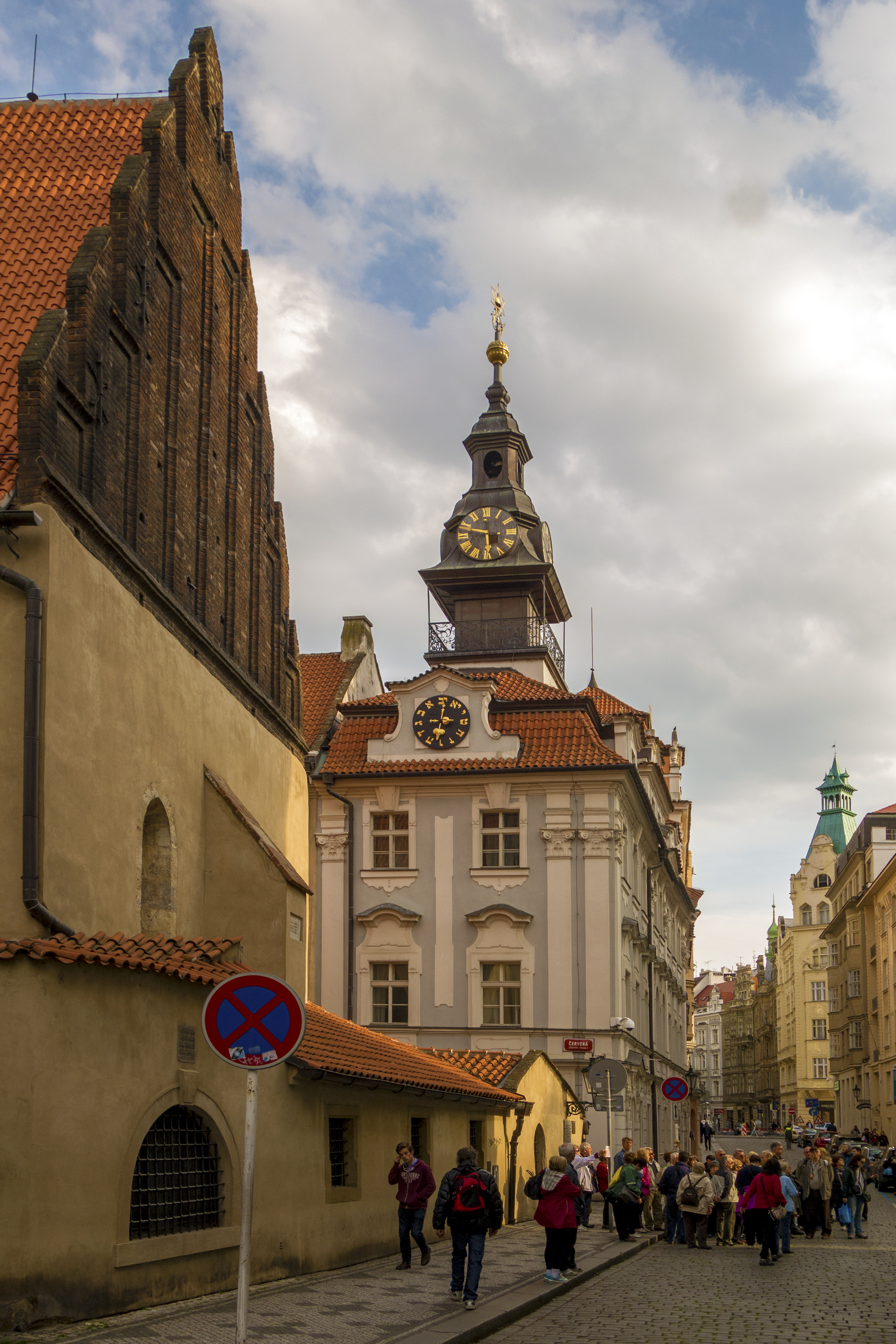
La Synagogue Vieille-Nouvelle et l'Hôtel de Ville juif
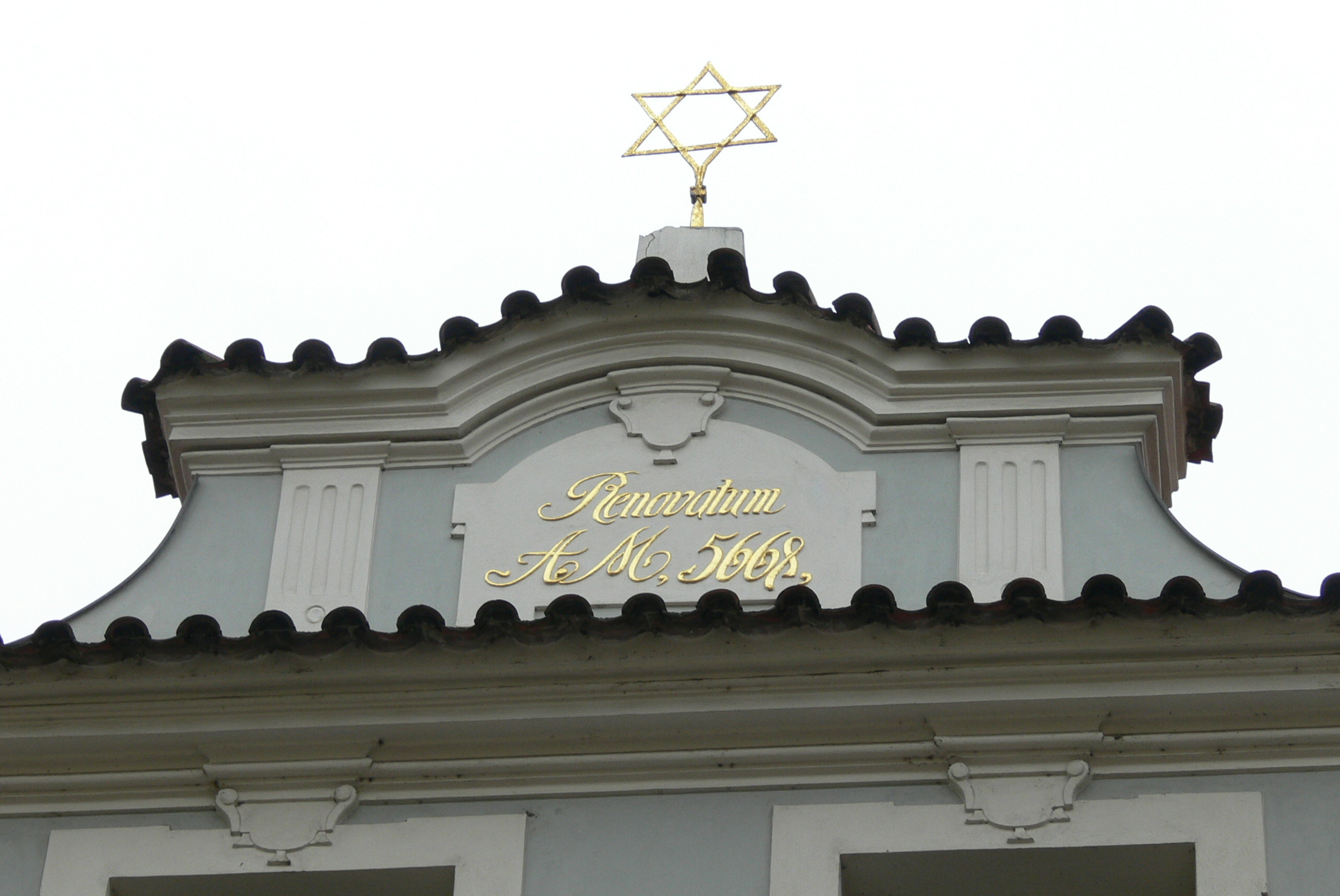
Date de rénovation (calendrier juif)
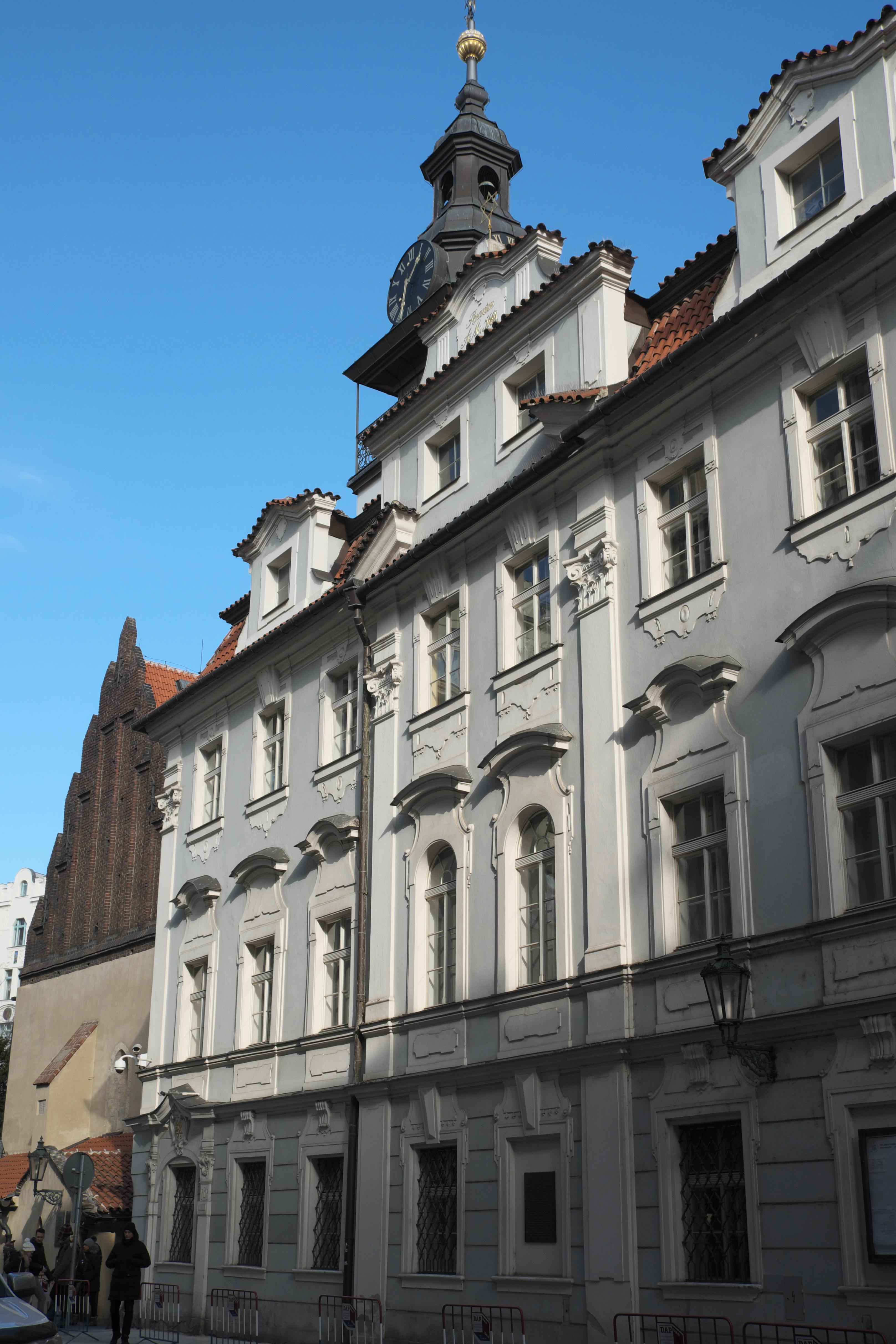
Vue de la façade